# برمید منیزیم
برمید منیزیم (به انگلیسی: Magnesium bromide) با فرمول شیمیایی MgBr۲ (anhydrous)
MgBr۲·6H۲O (hexahydrate) یک ترکیب شیمیایی است. که جرم مولی آن 184.113 g/mol (anhydrous)
292.204 g/mol (hexahydrate) می‌باشد. شکل ظاهری این ترکیب، دستگاه بلوری هگزاگونال کریستال سفید (بی آب) بی رنگ دستگاه بلوری مونوکلینیک کریستال (هگزا هیدرات) است.